# Taxithelium novae-zeelandiae
Taxithelium novae-zeelandiae là một loài rêu trong họ Sematophyllaceae. Loài này được E.B. Bartram & Dixon mô tả khoa học đầu tiên năm 1937.